# Mimas (gen)
Mimas este un gen de molii din familia Sphingidae.

## Specii
- Mimas christophi - (Staudinger 1887)
- Mimas tiliae - (Linnaeus 1758)

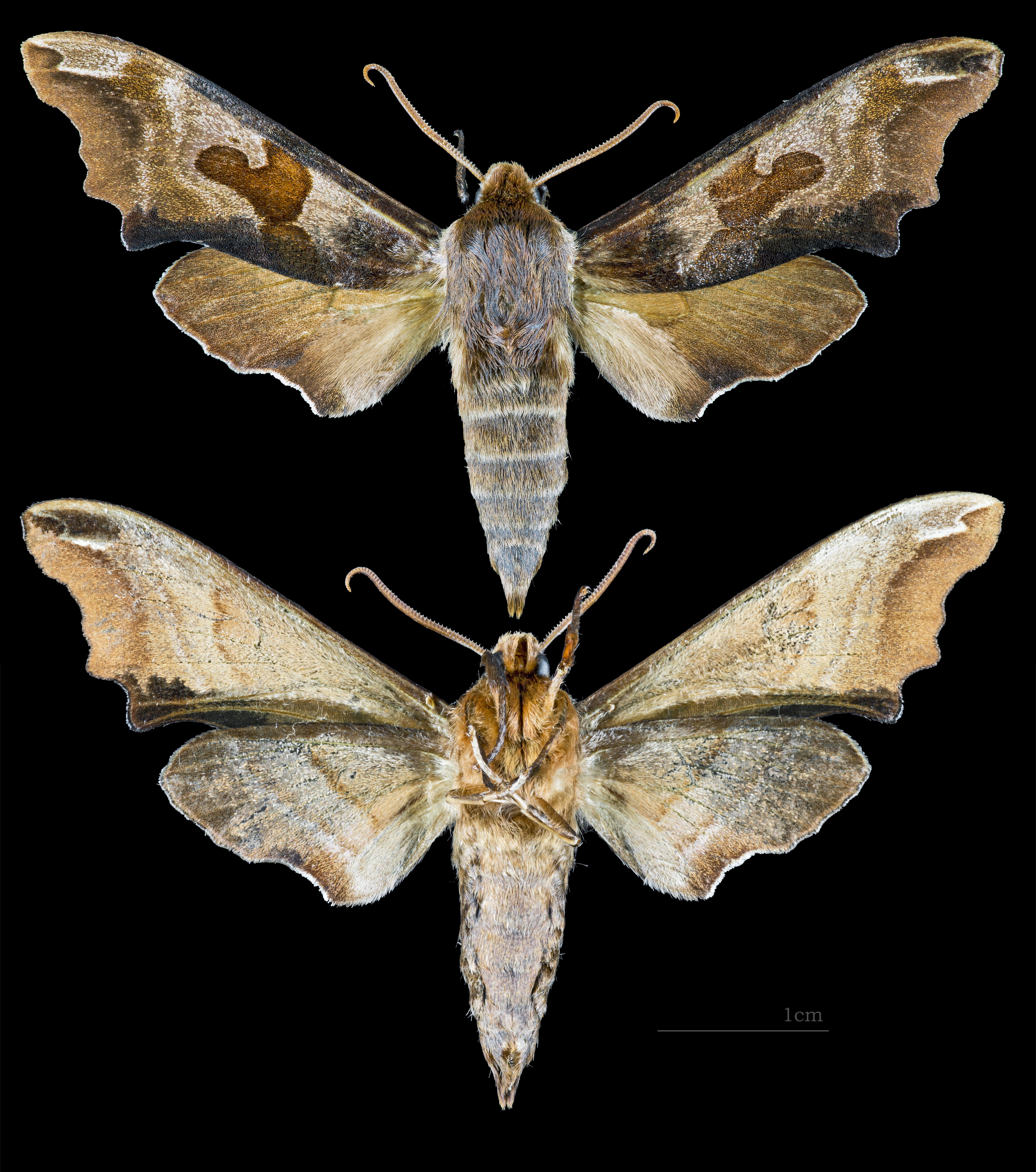
Mimas christophi
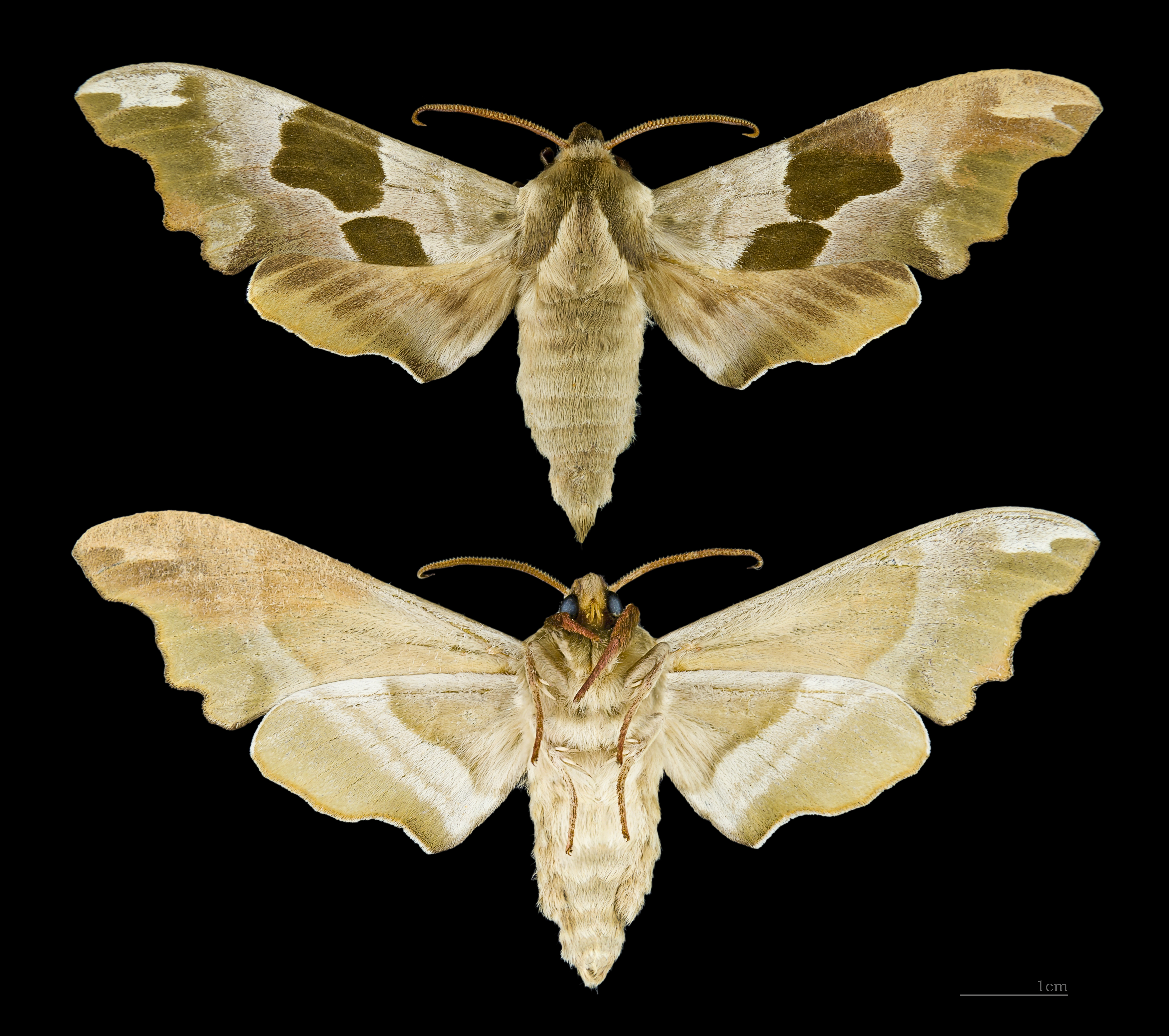
Mimas tiliae